# Up Here
Up Here (Desde las alturas en Hispanoamérica) es una serie de televisión web estadounidense de comedia romántico-musical, desarrollada por Steven Levenson, Kristen Anderson-Lopez, Robert Lopez, y Danielle Sanchez-Witzel, estrenada en Hulu el 24 de marzo de 2023.

## Sinopsis
Ambientada en la ciudad de Nueva York en los últimos días de 1999, que sigue la extraordinaria historia de una pareja normal y corriente que se enamora y descubre que el mayor obstáculo para encontrar la felicidad juntos podrían ser ellos mismos y el traicionero mundo de recuerdos, obsesiones, miedos y fantasías que viven dentro de sus cabezas.

## Elenco y personajes

### Principales
- Mae Whitman como Lindsay
- Carlos Valdés como Miguel
- Katie Finneran como Joan
- John Hodgman como Tom
- Andréa Burns como Rosie
- Sophia Hammons como Celeste
- Rehanshi Mirza como Sara
- Emilia Suárez como Renee

### Recurrentes
- George Hampe como Ned
- Julia McDermott como Fiona
- Scott Porter como Orson
- Ayumi Patterson como Marta
- Brian Stokes Mitchell como Ted/Sr. McGooch

## Episodios
| N.º | Título    | Dirigido por   | Escrito por                                                                               | Fecha de lanzamiento original | Código de prod. |
| --- | --------- | -------------- | ----------------------------------------------------------------------------------------- | ----------------------------- | --------------- |
| 1   | «Lindsay» | Thomas Kail    | Guion de: Steven Levenson, Kristen Anderson-Lopez, Robert Lopez & Danielle Sanchez-Witzel | 24 de marzo de 2023           | 1NHB01          |
| 2   | «Miguel»  | Thomas Kail    | Guion de: Steven Levenson, Kristen Anderson-Lopez, Robert Lopez & Danielle Sanchez-Witzel | 24 de marzo de 2023           | 1NHB02          |
| 3   | «Signs»   | Kimmy Gatewood | Berkley Johnson                                                                           | 24 de marzo de 2023           | 1NHB03          |
| 4   | «Special» | Kimmy Gatewood | Evangeline Ordaz                                                                          | 24 de marzo de 2023           | 1NHB04          |
| 5   | «Labels»  | Chioke Nassor  | Kate Gersten                                                                              | 24 de marzo de 2023           | 1NHB05          |
| 6   | «Armor»   | Chioke Nassor  | Courtney Perdue & Baindu Saidu                                                            | 24 de marzo de 2023           | 1NHB06          |
| 7   | «Baggage» | Rachel Raimist | Sam Sklaver                                                                               | 24 de marzo de 2023           | 1NHB07          |
| 8   | «Y2K»     | Rachel Raimist | Noah Diaz & Steven Levenson                                                               | 24 de marzo de 2023           | 1NHB08          |

## Producción

### Desarrollo
En enero de 2022, Hulu ordenó la producción de la serie. Steven Levenson, Kristen Anderson-López, Robert López y Danielle Sánchez-Witzel fueron nombrados guionistas y productores ejecutivos.

### Casting
En marzo de 2022 se anunció que Mae Whitman se unió al elenco principal. En junio de 2022, Carlos Valdés se unió al elenco principal. Ese mismo mes, Katie Finneran, John Hodgman, Andréa Burns, Rehanshi Mirza, Sophia Hammons y Emilia Suárez, junto con George Hampe, Julia McDermott, Scott Porter, Ayumi Patterson y Brian Stokes Mitchell en papeles recurrentes.

## Lanzamiento
Un Here se estrenó el 24 de marzo de 2022 tanto en Hulu en los Estados Unidos, en Star+ en Hispanoamérica, y a nivel internacional en Disney+ Star.

## Recepción

### Respuesta crítica
En el sitio web del agregador de reseñas Rotten Tomatoes, la serie tiene un índice de aprobación del 58%, basándose en 26 reseñas con una calificación media de 6,20/10. El consenso de la crítica dice: «Mae Whitman y Carlos Valdés forman una pareja bastante simpática, pero Up Here se ve defraudada por una historia endeble que desafina su melodía». En Metacritic, tiene una puntuación media ponderada de 58 sobre 100 basada en 13 reseñas, lo que indica «reseñas mixtas o medias».